# Bahnbetriebswerk Rendsburg (Stadler)

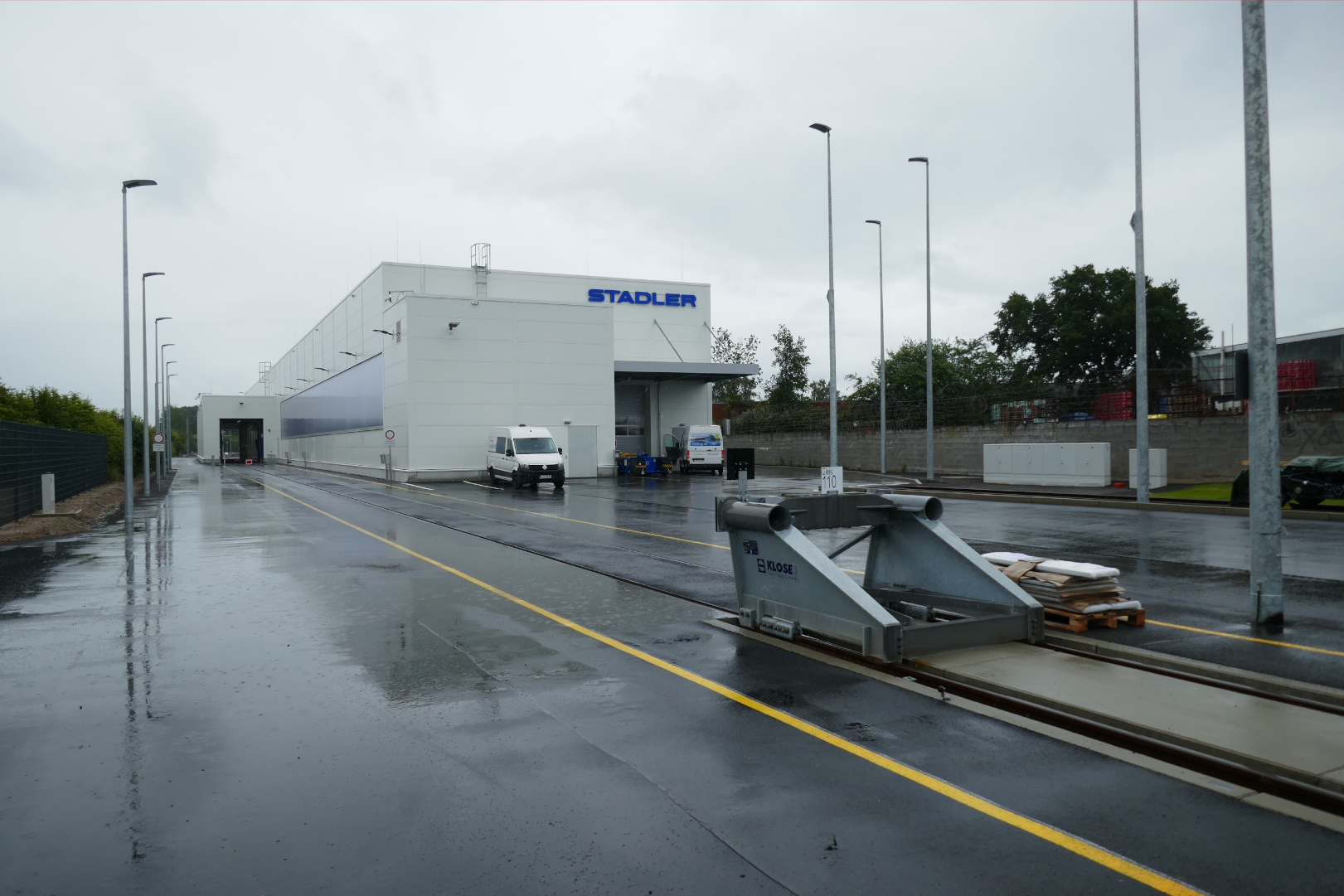
Bahnbetriebswerk Rendsburg

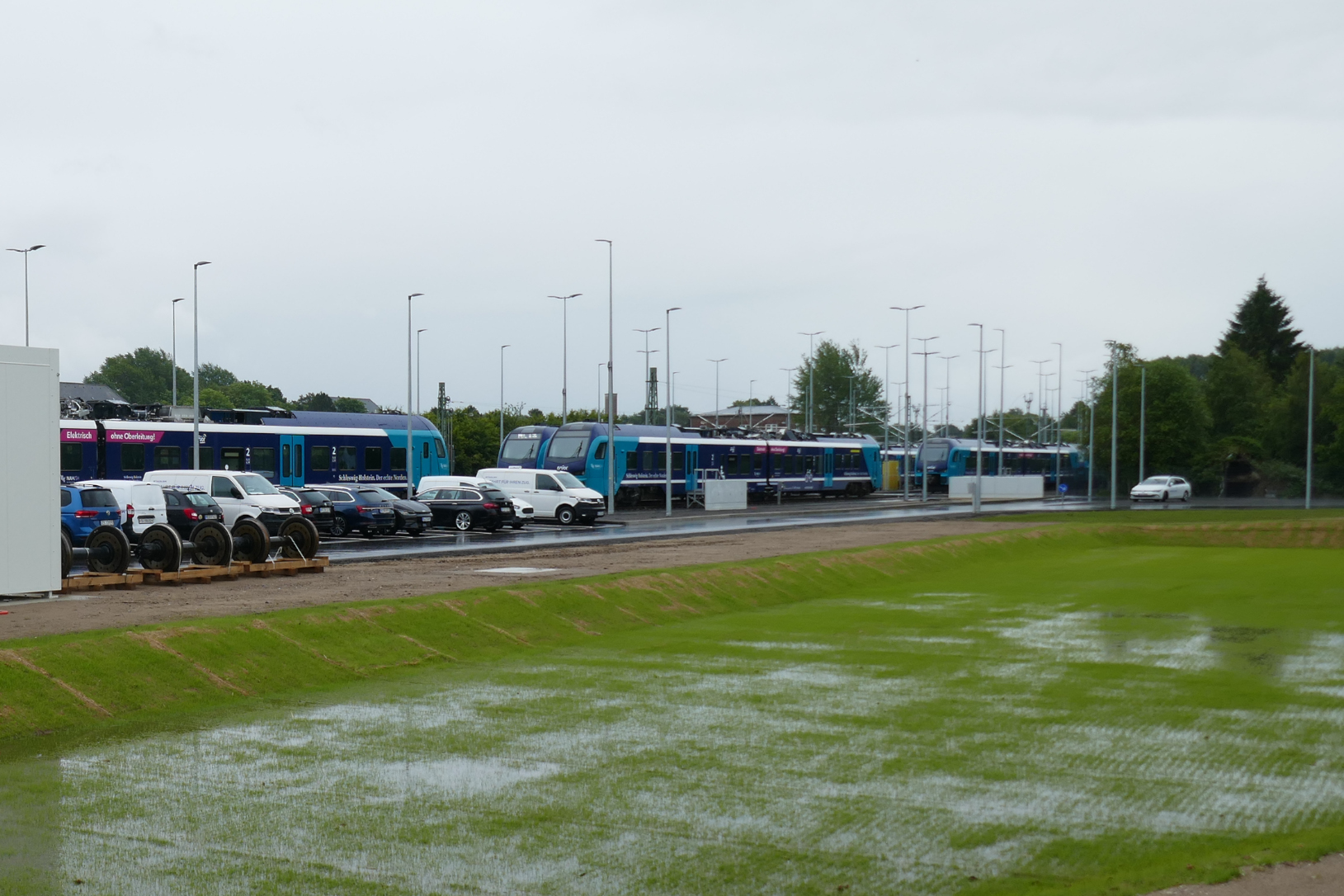
Bahnbetriebswerk Rendsburg Abstellfläche

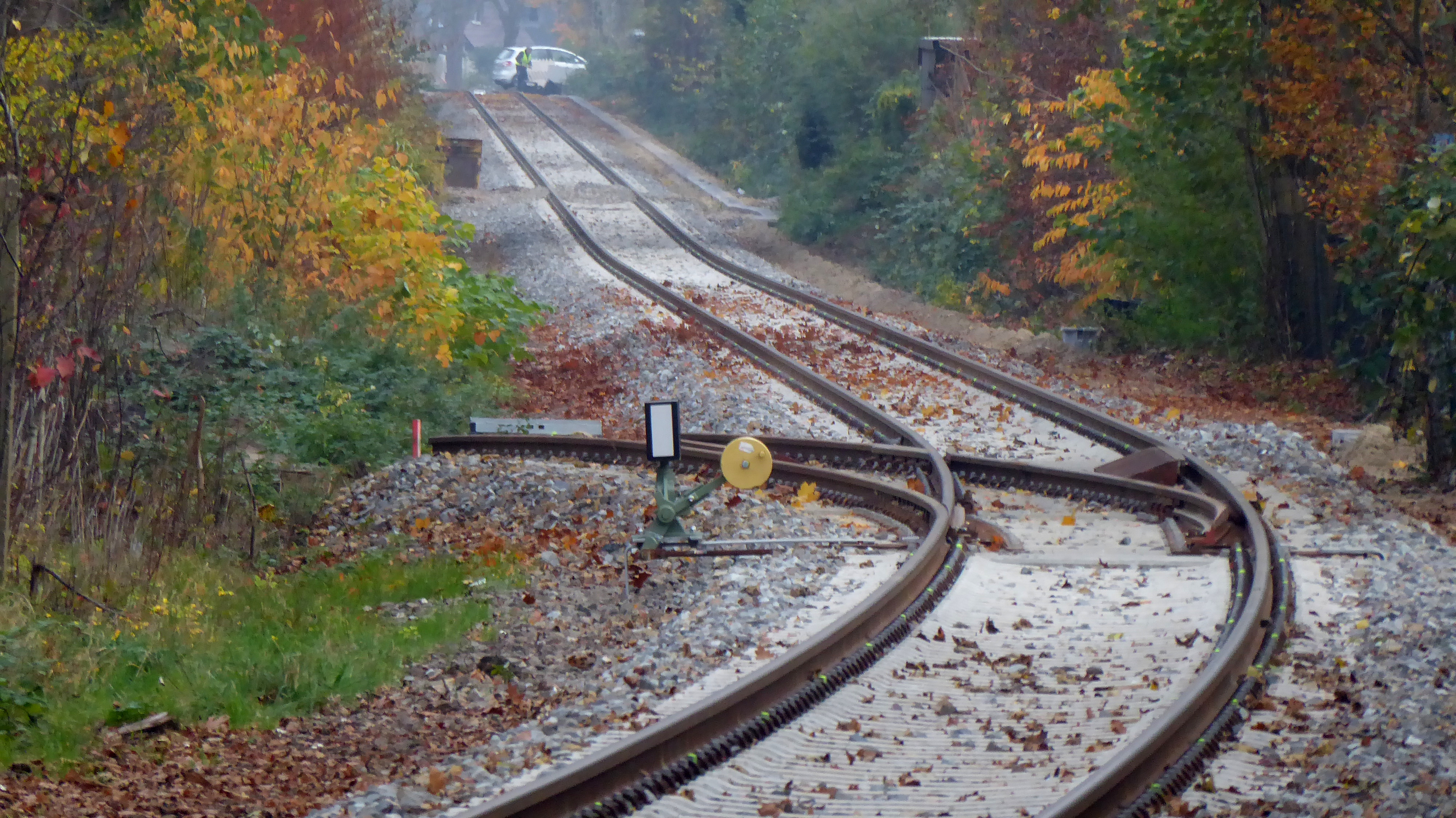
Zufahrt zum Bw an der Bahnstrecke Rendsburg–Husum

Das Bahnbetriebswerk Rendsburg (Stadler) ist ein Bahnbetriebswerk in der Stadt Rendsburg in Schleswig-Holstein.
2019 bestellte das Land Schleswig-Holstein als erster Kunde 55 zweiteilige Einheiten des Typs Flirt Akku. Die Wartung dieser Züge ist Teil des Liefervertrages. Zum Bau einer entsprechenden Instandsetzungs- und Wartungshalle wurde durch Stadler ein Grundstück in Rendsburg erworben. Dieses Grundstück liegt an einem noch vorhandenen Reststück der stillgelegten Bahnstrecke Rendsburg–Husum, über deren Wiederinbetriebnahme innerhalb des Stadtgebietes von Rendsburg seit 2010 diskutiert wird.
Für den Anschluss des Betriebswerkes musste das Gleis erneuert und die Strecke wieder in Betrieb genommen werden. Die Kosten für die Wiederherstellung der 4,5 Kilometer langen Bahnstrecke wurden auf rund 8,5 Millionen Euro geschätzt. Damit könnten die Haltestellen Mastbrook und Seemühlen wie in den Planungen der vergangenen Jahre vorgesehen mit errichtet werden. Für die Haltestelle Rendsburg Gymnasium Kronwerk sollte der im August 2018 angekündigte Halt am ehemaligen Bahnhof Büdelsdorf entstehen.
Eine Wiederaufnahme des Personenverkehrs ist Ende 2026 geplant.
Das Instandhaltungswerk ist in seiner Größe so ausgelegt, dass zusätzlich weitere 50 Garnituren gewartet werden können.
Im Februar 2022 begannen die Bauarbeiten für die Werkstätten mit der Freilegung des Baugrundstückes sowie den Vorarbeiten für drei neue halbseitig beschrankte Bahnübergänge. Der benötigte Streckenabschnitt wurde bis Ende des Jahres 2022 einschließlich der Bahnübergänge saniert und die neue Weiche für die Zufahrt eingebaut.
Der Grundsteinlegung wurde am 15. Mai 2023 gefeiert. Am 29. Mai 2024 folgte nach einer Bauzeit von 19 Monaten die Einweihung.